# Карло Ломбарді
Карло Ломбарді (1559—1620) — італійський архітектор пізнього Відродження та раннього бароко, діяв переважно в Римі.
Народився в Ареццо. Працював над Палаццо Альдобрандіні в районі Квіріналь, фасадом Санта-Пріска та віллою Джустініаніні за межами Порта-дель-Пополо. Написав книгу про розлив Тибру.
Під час правління Папи Павла V йому було доручено спроектувати мармуровий портик і фасад для церкви Санта-Франческа-Романа на Римському форумі; цю роботу замовили оліветські ченці з монастиря, що примикав до церкви.